# Раннелс (округ, Техас)
Шаблон:StateAbbr_ 31°50′ пн. ш. 99°58′ зх. д. / 31.83° пн. ш. 99.97° зх. д.
Округ  Раннелс (англ. Runnels County) — округ (графство) у штаті  Техас, США. Ідентифікатор округу 48399.

## Історія
Округ утворений 1858 року.

## Демографія
За даними перепису 2000 року загальне населення округу становило 11495 осіб, зокрема міського населення було 7194, а сільського — 4301. Серед мешканців округу чоловіків було 5536, а жінок — 5959. В окрузі було 4428 домогосподарств, 3159 родин, які мешкали в 5400 будинках. Середній розмір родини становив 3,06.
Віковий розподіл населення поданий у таблиці:
| Стать    | До 15 років | 15-21 | 22-29 | 30-39 | 40-49 | 50-65 | 65-85 | Понад 85 |
| -------- | ----------- | ----- | ----- | ----- | ----- | ----- | ----- | -------- |
| Чоловіки | 1296        | 580   | 431   | 659   | 779   | 897   | 793   | 101      |
| Жінки    | 1164        | 531   | 446   | 730   | 754   | 982   | 1072  | 280      |

## Суміжні округи
- Тейлор — північ
- Коулман — схід
- Кончо — південь
- Том-Грін — південний захід
- Коук — захід
- Нолан — північний захід

## Виноски
1. ↑  U.S. Decennial Census. United States Census Bureau. Архів оригіналу за 12 травня 2015. Процитовано 9 травня 2015.
2. ↑  Texas Almanac: Population History of Counties from 1850–2010 (PDF). Texas Almanac. Архів оригіналу (PDF) за 26 лютого 2015. Процитовано 9 травня 2015.
3. ↑  State & County QuickFacts. United States Census Bureau. Архів оригіналу за 17 липня 2011. Процитовано 23 грудня 2013.(англ.) Наведено за англійською вікіпедією.
4. ↑  American FactFinder. Бюро перепису населення США. Архів оригіналу за 26 лютого 2012. Процитовано 31 січня 2008.

| США | Це незавершена стаття з географії США. Ви можете допомогти проєкту, виправивши або дописавши її. |